# Tjeerd de Jong
Tjeerd de Jong (1962, Sebaldeburen) is een Nederlands voormalig korfballer. Hij werd Nederlands kampioen met DKOD en De Jong was ook speler van het Nederlands korfbalteam.

## Spelerscarrière
De Jong begon met korfbal bij KIOL in Niekerk. In 1978, op 16-jarige leeftijd verruilde hij van club en sloot hij zich aan bij het Groningse Nic..
Om in de Hoofdklasse te spelen verruilde De Jong in 1984 van club en ging spelen bij DOS'46 uit Nijeveen.
In zijn eerste seizoen bij DOS'46 speelde de club niet mee om de prijzen. Zowel in de zaal als op het veld werd de ploeg middenmoter. Toen in 1985 Harry Dassen weer coach van de club werd ging het in de zaal iets beter. DOS eindigde 3e in de Hoofdklasse A, maar op het veld werd maar ternauwernood degradatie afgewend. DOS'46 was namelijk op een gedeelde 9e plaats geëindigd en er moest een beslissingsduel worden gespeeld tegen AKC Blauw-Wit om te handhaven in de Hoofdklasse. DOS won de wedstrijd met 14-6 en handhaafde zich zodoende.

### DKOD
Na 2 seizoenen bij DOS'46 besloot De Jong om over te stappen van club en naar DKOD te gaan. Coach Ben Crum speelde hier een grote rol in, want Crum had hem gevraagd om zich aan te sluiten bij DKOD. DKOD had in 1986 de zaalfinale gespeeld (en verloren) maar wilde zich versterken.
In seizoen 1986-1987 speelde De Jong bij DKOD, samen met onder andere Jan Sjouke van den Bos en de ploeg deed het goed. In de zaal werden 21 punten verzameld, wat net 1 punt te weinig was om zich te plaatsen voor de zaalfinale.
In de veldcompetitie deed DKOD echter nog niet mee in de Hoofdklasse, maar de ploeg werd wel kampioen in de Overgangsklasse waardoor promotie naar de Hoofdklasse behaald was.
In seizoen 1987-1988 speelde De Jong met DKOD in beide competities in de Hoofdklasse. In beide gevallen plaatste de ploeg zich net niet voor de finaleplaatsen.
Seizoen 1989-1990 was een seizoen van uitersten bij DKOD. In de zaalcompetitie wederom op 1 punt na de finale niet gehaald, maar op het veld was het raak. DKOD was in de Hoofdklasse A met 20 punten op de 1e plaats geëindigd en had zich zodoende geplaatst voor de kruisfinale. Echter ging het in deze kruisfinale tegen ROHDA fout. DKOD verloor met 13-12 en miste zodoende de veldfinale. Hierna ging het mis met DKOD. Er was ruzie in de spelersgroep en met coach Ben Crum.
Crum vertrok als coach en ging aan de slag bij Allen Weerbaar en een aantal spelers stopte bij DKOD, waaronder De Jong.

### Retour bij DKOD
Voor seizoen 1991-1992 keerde De Jong weer terug bij DKOD. Hij was 1 jaar afwezig geweest en in dat jaar was het ergste gebeurd voor DKOD. De club was namelijk zowel op het veld als in de zaal uit de Hoofdklasse gedegradeerd. Met de nieuwe coach Piet Arends moest de club weer terug op niveau komen.
In dit seizoen werd promotie in de zaal bewerkstelligd. Op het veld nog niet. Wel werd de samenwerking met coach Arends gestopt vanwege gebrek aan chemie. DKOD vroeg aan de Jong of hij speler/coach wilde worden, samen met Jos Marree. De Jong ging akkoord en wilde de club weer op niveau brengen.
Voor seizoen 1992-1993 werd korfbaltalent Dennis Voshart toegevoegd aan de selectie van DKOD en de club leek de weg naar boven te hebben gevonden.
In seizoen 1993-1994 werd DKOD versterkt met debutante Heleen van der Wilt en het liep hierdoor soepeler bij de club. Zo stond DKOD in de zaalcompetitie na 14 wedstrijden bovenaan in de Hoofdklasse B en liet zo de sterke concurrent Deetos achter zich. Zo plaatste DKOD zich voor de Nederlandse zaalfinale. In deze finale was tegenstander ROHDA te sterk met 14-10, maar DKOD was wel helemaal terug op niveau.
In seizoen 1995-1996 luke het DKOD niet om de zaal een vuist te maken, maar op het veld lukt dat wel. Op het veld bleef DKOD 1 punt voor op Deetos en plaatste zich zodoende voor de veldfinale. In een spannende finale werd nipt met 19-18 gewonnen van PKC. Het zou de enige Nederlandse titel van De Jong zijn.

## Erelijst
- Nederlands kampioen veldkorfbal, 1x (1996)

## Oranje
De Jong werd in 1989 voor het eerst geselecteerd voor Oranje. Hij speelde 4 officiële interlands namens het Nederlands korfbalteam, 3 in de zaal, 1 op het veld.